# Śluza (Banie Mazurskie)
Śluza (deutsch Schleuse) ist ein Wohnplatz in der polnischen Woiwodschaft Ermland-Masuren und gehört zur Landgemeinde Banie Mazurskie (Benkheim) im Powiat Gołdapski (Kreis Goldap).

## Geographische Lage
Śluza liegt im Nordosten der Woiwodschaft Ermland-Masuren am Broszaitschen Kanal (polnisch Kanał Brożajcki) im Skallischen Forst (Lasy Skaliskie). Die einstige Kreisstadt Darkehmen (1938 bis 1946 Angerapp, russisch Osjorsk) liegt 17 Kilometer nördlich auf jetzt russischem Territorium, die heutige Kreishauptstadt Gołdap (Goldap) 22 Kilometer nordöstlich.

## Geschichte
Der Wohnplatz mit dem früheren Namen Schleuse, vor 1860 auch Neu Schleuse genannt, war vor 1945 ein Forsthaus innerhalb des Staatsforstes Heydtwalde. Er gehörte zum Forstgutsbezirk Skallischen, (polnisch Skalisze), Anteil Kreis Darkehmen, innerhalb des Amtsbezirks Skallischen, der – 1939 umbenannt in „Amtsbezirk Altheide“ – zum Kreis Darkehmen – zwischen 1939 und 1945 „Kreis Angerapp“ genannt – im Regierungsbezirk Gumbinnen der preußischen Provinz Ostpreußen gehörte.
Am 30. September 1929 wurde der Forstgutsbezirk Skallischen, Anteil Kreis Darkehmen, in die Landgemeinde Skallischen (1938 bis 1945 Altheide) eingegliedert.
Seit 1945 gehörte der kleine Ort in Kriegsfolge zu Polen und heißt jetzt „Śluza“. Er ist nun eine Ortschaft im Verbund der Landgemeinde Banie Mazurskie im Powiat Gołdapski, vor 1998 zur Woiwodschaft Suwałki, seither zur Woiwodschaft Ermland-Masuren zugehörig.

## Kirche
Forsthaus Schleuse gehörte bis 1945 zur evangelischen Kirche in Benkheim bzw. zur römisch-katholischen Pfarrei in Goldap. Heute ist Śluza ein Teil der neu errichteten katholischen Pfarrei in Banie Mazurskie bzw. der evangelischen Kirche in Gołdap, einer Filialkirche von Suwałki.

## Verkehr
In Śluza führt eine Brücke über den Kanał Brożajcki, die hier zwei Waldwege miteinander verbindet. Über sie wie über einen weiteren von Miczuły (Mitschullen, 1938 bis 1945 Rochau) aus ist die Ortschaft zu erreichen. Eine Bahnanbindung besteht nicht.